# Rickard Falkvinge

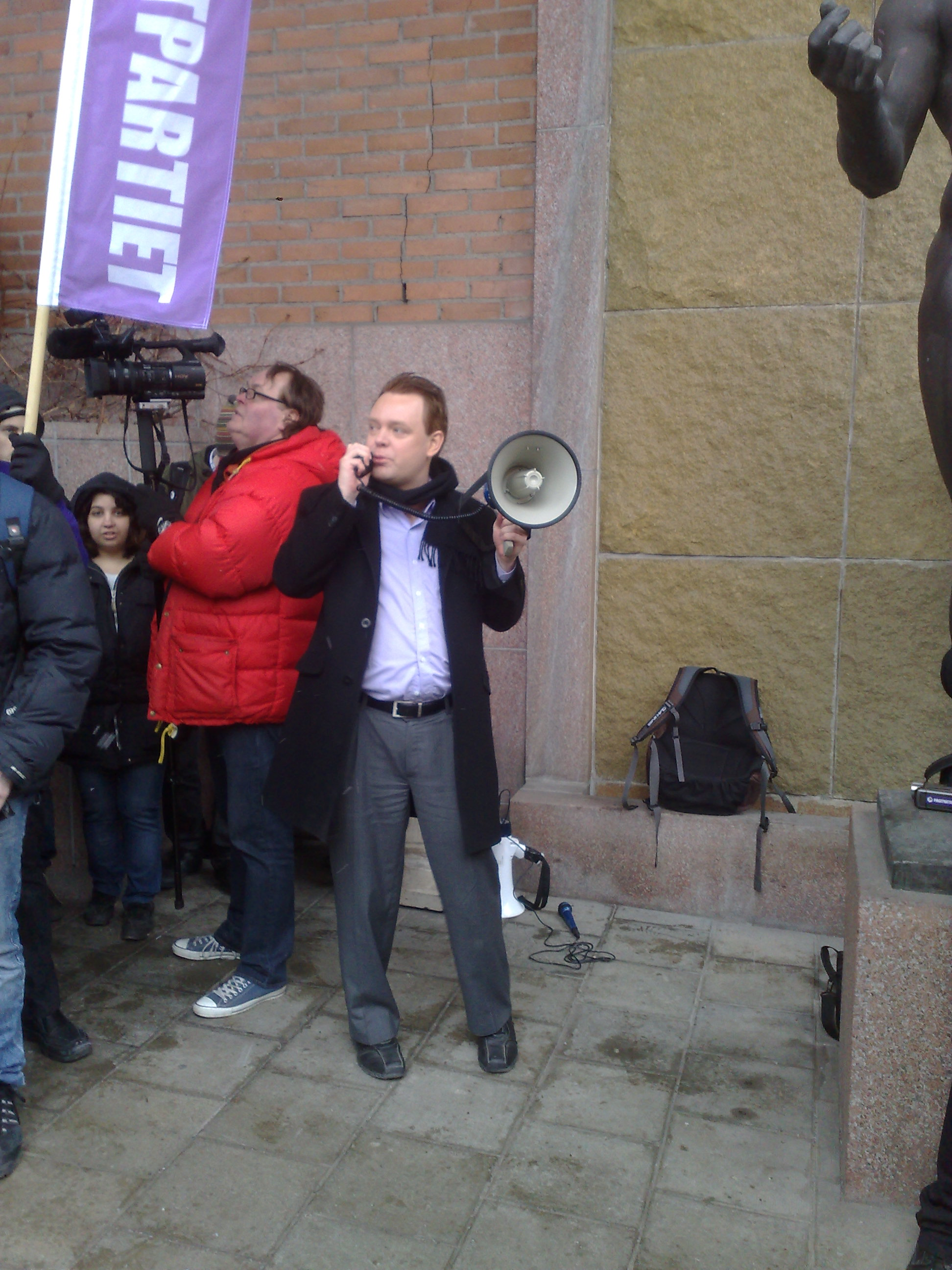
Rick Falkvinge, Februar 2009

Rick Falkvinge (IPA: /'falk'viŋe/) (* 21. Januar 1972 in Göteborg als Dick Greger Augustsson) ist der Gründer der schwedischen Piratpartiet, deren Parteivorsitzender er vom 1. Januar 2006 bis 1. Januar 2011 war. Nachfolgerin im Parteivorsitz wurde Anna Troberg. Zurzeit wohnt er in Sollentuna nördlich von Stockholm.

## Werdegang
1988, im Alter von 16 Jahren, gründete er seine erste Firma. 1991 schloss er die Schulausbildung auf der Göteborgs Högre Samskola mit der Ausrichtung Naturwissenschaft ab. 1993 begann er mit dem Studium der Technischen Physik an der Technischen Hochschule Chalmers in Göteborg, brach aber 1994 das Studium ab, um als Unternehmer zu arbeiten. Während seiner Zeit als Student war er in der Jugendorganisation der schwedischen Partei Moderata samlingspartiet aktiv. Rick Falkvinge arbeitete im Anschluss als IT-Unternehmer und war zuvor als Projektleiter bei Microsoft angestellt.
Falkvinge war danach bei einer kleinen Softwarefirma aktiv, bei der er aber kündigte, um in Vollzeit für die Piratpartiet zu arbeiten. Seit Ende 2006 arbeitet er wieder als Angestellter, er plant jedoch vor den Wahlen wieder Vollzeit für die Piratpartiet zu arbeiten.

## Kinderporno-Debatte
Im Jahr 2010 erklärte Rick Falkvinge bei der Vorstellung des Wahlprogramms der Piratenpartei Schwedens, dass die Meinungs- und Pressefreiheit Vorrang vor dem damaligen Verbot des Besitzes von Zeichnungen haben sollte, die möglicherweise Material über sexuellen Kindesmissbrauch darstellen. Falkvinge kündigte an, dass die Partei die entsprechenden Rechtsvorschriften aufheben wolle. Hintergrund war ein schwedisches Gerichtsverfahren, bei dem ein Manga-Forscher und -Übersetzer wegen des Besitzes von Zeichnungen aus einer umfangreichen Manga-Sammlung angeklagt wurde, die als potenziell kinderpornographisches Material eingestuft wurden. Die schwedische Journalistengewerkschaft unterstützte diese Position umgehend. Diese Haltung führte jedoch zu internen Kontroversen innerhalb der Piratenpartei, und Falkvinge zog seine Aussage zunächst zurück, um sie 2012 erneut zu bekräftigen.
Im Jahr 2012 sprach sich Falkvinge in einer Debatte in der schwedischen Presse für die Legalisierung des Besitzes von Kinderpornographie aus. Wörtlich sagte er: „Der Besitz von kinderpornographischem Material gehört wieder legalisiert.“ Falkvinge argumentierte, dass nicht der Besitz, sondern die Produktion von Kinderpornographie bestraft werden sollte. Weiterhin vertrat er die Ansicht, dass Regierungen Kinderpornographie nutzen könnten, um das Internet zu zensieren. Diese Aussagen stießen auf starke Ablehnung und Entsetzen bei Politikern der Piratenpartei Deutschlands, die Falkvinges Position strikt ablehnten.